# Ии Наосуке
Ии Наосуке (井伊 直弼, 29. новембар 1815 — 24. март 1860.) био је даимјо области Хиконе (1850–1860) и таиро (премијер) Токугава шогуната. У историји је остао познат као особа која је потписала Харисов уговор који је дозволио отварање преосталих лука Јапана за страну трговину и екстратериторијалност америчким држављанима на јапанском тлу.
Када је шогун Ијесада умро без наследника, Наосуке се залагао да га на том месту наследи Ијемочи сукобивши се директно са фракцијом који су за ту позицију подржавали Јошинобуа. Када је Ијемочи изабран као четрнаести шогун, Наосуке је извршио чистку неистомишљеника прогоном, хапшењима, кућним притворима и погубљењима што му је донело негативну репутацију међу становништвом. У Еду, током 1860. године, код Сакурада капије Едо замка убијен је од стране ронин самураја већином из области Мито.

## Младост
Ии Наосуке је рођен 29. новембра 1815. као четрнаести син Ии Наонаке, даимјоа области Хиконе и његове конкубине. Пошто је био четрнаести син није био кандидат ни за какву наследну позицију па је веома рано послат у будистички храм где је живео на малом буџету коју му је слала породица. Стицајем околности његова старија браћа су врло брзо умирала или усвајана у друге породице па кад је његов отац умро 1850, Наосуке је позван да из манастира дође за Хиконе и постане нови даимјо. Будући да је Хиконе област којима влада фудаи даимјо са новом титулом добија прилику да ради у ужем кругу владе шогуната, па чак и као лични шогунов саветник.
Ии се укључује у државну политику и значајно напредује до позиције предводника даимјоа. Године 1853. исказује забринутост поводом јапанских преговора са комодором Метју Перијем сматрајући да се Јапан суочава са великом војном претњом. Ии се често расправљао по питању да ли Јапан треба да искористи развијен међународни однос са Холандијом како би купили ватрено оружје и развили модерну војску што би могло да спречи могућу инвазију. И даље је сматрао да само лука Нагасаки треба да буде отворена за странце и страну трговину и, као и Хота Масајоши одбио је да се потчини одлукама Абе Масахира који је чинио све да што више умири растуће покрете против странаца. Ии је зато подржао фудаи даимјое који су склонили Абе Масахира и заменили га Хотом Масајошијем што је удаљило друге реформалистичке даимјое који су се због тога окренули царском двору.

## Таиро
Након неуспешног покушаја Хоте Масајошија да придобије цареву дозволу за потписивање Харисовог уговора 1858. године, Токугава Ијесада (徳川家定), поставља Ии Наосукеа за новог таироа (титула слична данашњем премијеру) по наговору области Ки. Позиција таироа коју традиционално држе чланови породице Ии ретко је попуњена. Од 1700. године било је само три таироа а Наосуке се на ту позицију уздигао након 158 година паузе од претходног. Иијева промоција на место таироа сметала је многин шинпан даимјоима (шимпан даимјои су родбински повезани са Токугава породицом и у случају да шогун умре без наследника, наслеђује га један од чланова шинпан породице) укључујући и Токугаву Нариакија. Као таиро, Наосуке је после шогуна имао највећу моћ и престиж у земљи а на тој позицији подржавали су га фудаи даимјои. Као интелигентан и способан политичар Ии Наосуке био је одлучан да обнови моћ бакуфа у креирању јапанске политике, како у домаћим тако и у односима са страним представницима.
Наосуке је подржао Харисов уговор на ком је Хота Масајоши преговарао са америчким дипломатом Таунсенд Харисом у најбољем циљу јапанских интереса. По протоколима упитао је три велика даимјоа (госанкјо) да написмено изложе своја мишљења и дозволе потписивање али је наишао на отпор Хитоцубаши фракције коју је предводио Токугава Нариаки.
Ии Наосуке није био вољан да потпише Харисов уговор без дозволе цара Комеија а даимјои Хитоцубаши фракције су спречавали да цару престави уговор задржавајући написмену дозволу за то. У исто време Харис је притискао званичнике шогуната да што пре потпишу уговор а Ии решивши да не ризикује напад Американаца наређује да упркос недостојећим дозволама потпишу представљени документ. Убрзо након тога Ии дозвољава потписивање и других сличних споразума са Холандијом, Русијом, Британијом и Француском. Јапанска моћ и суверентет пољуљан је овим уговорима који ће обележити цели предстојећи Меиџи период.
Због слабог здравља шогуна Токугаве Ијесаде, чланови Хитоцубаши фракције желели су да приморају Ии Наосукеа да подржи Хитоцубаши Кеикија за наследника шогуна. Хитоцубаши Кеики је био реформиста са искуством у политици, снажан лидер и одрастао човек наспрам супарничког кандидата, дванаестогодишњег дечака (даимјоа области Ки) без искуства.
Како би прекинуо константно мешање у послове бакуфуа, одмах након што је потписан Харисов уговор, Ии решава проблем наслеђивања места шогуна изјављујући да је то одлука коју ће донети породица Токугава и нико више (чак ни шинпан даимјои) са изузетком једино самог цара. Као главни саветник породице Токугава Ии је сад био слободан да утиче на одабир кандидата и на том месту је преферирао дванаестогодишњег Токугаву Јошитомија који ће касније и постати четрнаести шогун под именом Токугава Ијемочи.
Иијева одлука га је учинила веома непопуларним међу царским лојалистима, нарочито међу самурајима из области Мито. Пред крај 1858. године, реформисти су решили да оду пред цара са надом да ће он моћи обузда Иијеву доминацију у влади али Ии прибавља дозволу од шогуна да изврши чистку неистомишљеника и брутално одстрања све побуњенике и супротне фракције из политике. Током краја 1858. и током 1859. године Ии је прогонима, хапшењима, кућним притворима и погубљењима одстранио преко стотину званичника како из шогуната тако и из царске службе али и међу даимјоима. Осам високих званичника је погубљено а остали су били принуђени да оду у принудну пензију. Подржаваоци Хитоцубаши Кеикија за шогуна су били принуђени да се повуку док је сам Кеики био осуђен на кућни притвор. Осим њих одстранио је и све оне који су се јавно бунили због Харисовог уговора као и начина на који су преговори са Американцима вођени.

## Кобу гатаи и брак принцезе Казуномије
Ране 1859. године Наосукеов агент у царском двору, Нагано Шузен, преставио му је идеју уједињења царског двора и шогуната под називом кобу гатаи. Ова идеја имала је за циљ приближавање владара из Кјота и Еда са надом да ће царски двор са својом растућом репутацијом помоћи посрнулом шогунату. Један од начина да се то уради био је брак између шогуна и цареве млађе сестре, принцезе Казуномије. Наосуке је ову идеју представио двору преко свог изасланика Манабе Акибукеа који је био задужен да процени прихватљивост овог брака. Дворски званичник Коное Тадахиро позитивно је одговорио на предлог говорећи да је брак могућ уколико би се раскинула већ постојећа веридба коју је принцеза Казуномија имала. Тај брак је морао да сачека будући да је у марту 1859. Коное принуђен да се повуче са двора погођен Ансеи чистком коју је Наосуке организовао, док је сам Наосуке убијен од стране Мито ронина 1861. године чији је један од разлога убиства иницирање брака између шогуна и принцезе. Упркос његовој смрти до брака је ипак дошло али је сам био краткотрајан јер је Ијемочи од последице болести бери-бери умро 1866. године.

## Смрт и последице
Иако је Наосукеова чистка била успешна у ућуткавању и застрашивању званичника и политичких противника такав утицај није имао и на ниже рангиране самураје. Двадесет месеци Наосукеовог диктаторског режима нагло је прекинуто трећег месеца, седме године Ансеи ере (24. март 1860).
Током догађаја касније назван Инцидент код капије Сакурада, Ии је нападнут од стране 17 младих самураја, лојалиста из провинције Мито након што су му пресекли пут при уласку у Едо замак где је требало да се састане са шогуном. Убиство Наосукеа који је виђен као симбол снаге и ауторитета бакуфуа урушило је све наде у оживљавање снага шогуната.
Након ове смрти свуда по Јапану започет је талас убијања присталица шогуната који су имали толику подршку да је чак и песник Цунада Тадајуки написао песму величајући Наосукеове убице. Убрзо крећу покушаји убиства на остале званичнике шогуната као што су Шимада Сакон који је убијен због подршке потписивању Харисовог уговора али и због помоћи при организовању Ансеи чистке.
Цела влада са шогуном била је запрепашћена смрћу Ии Наосукеа. Затечени и неспремни нису објавили вест о његовој смрти неколико месеци након догађаја претварајући се да је Наосуке још увек жив и служи шогуну. Након тога су лажирали његову болест и објавили да се повукао да би тек онда објавили његову смрт. Наосукеови атентатори су касније добили потпуну амнестију од нове владе Јапана (након Меиџи обнове) шаљући поруку да свака акција може бити оправдана ако се чини за добробит цара.
Вест о овом убиству прошириле су преко Пацифика све до Сан Франциска који су вест преко Пони експреса проширили даље на амерички запад. У броју Њујорк Тајмса, 12. јуна 1860. писало је да је јапанска мисија у Америци која се задесила у Филаделфији чула и била обавештена о догађај у Еду.

## Заоставштина
Наосуке је после смрти био и брањен и оспораван. Његови противници нису се либили да потврде да је уз Токугаву Наријакија, Ии био један од најјачих и најважнијих фигура шогуната. Уз своје радикалне методаме Ии је био особа изузетно лоше репутације па је дуго приказиван као негативан лик у литератури тог времена (попут песама Цунаде Тадајукија). Историчари попут Мијаучија и Бислија сматрали су Иија патриотом који је извршавао своја дела верујући да чини добро за Јапан и цара. Ову теорију граде на Иијевом предлогу из 1853. током јапанских преговора са адмиралом Перијем где је, схвативши да Јапан нема ни најмање шансе у одбрани земље, предложио политику удовољавањем све док се земља довољно војно ојача како би се сама могла одбранити од спољних утицаја (ову политику ће касније преузети и сама нова Меиџи влада). Ииови наследници нису одбацили ни његове предлоге, нити сам однос са странцима што ће временом бити камен темељац јапанске владе током Меиџи периода.
Након смрти Наосукеа, Ииова породица је била омаловажавана дуги низ година, али у садашњим погледима се на цео догађај гледа блаже и разумљивије. Ииови поступци се данас оправдавају а он сам постаје један од најзначајнијих личности тога времена који је свакако променио ток јапанске историје. Датума, 7. октобра 2009, Ии Наотаке и породица потомака која води порекло од Наосукеа присуствовала је меморијалној церемонији са становницима места Фукуи у помирењу над местом где је (погођен Ансеи чистком) погубљен Хашимото Санаи.
Ии је сахрањен у храму Готоку-џи у месту Сетагава у Токију.